# Andrea Romero Rojas
Andrea Romero Rojas (Zacatelco, Tlaxcala, 1953-ibídem, 11 mai de 2017)  est une cheffe cuisinière mexicaine. Elle est connue pour promouvoir au Mexique et a l’étranger des boissons à base de cacao,.

## Biographie
Andrea Romero Rojas travaille comme productrice de cacao depuis son adolescence. Suite à la reconnaissance de la boisson de cacao comme patrimoine culturel immatériel de la ville de Zacatelco, Andrea Romero Rojas est à l'origine d'une association de producteurs et marchands pour la défense et la promotion de cette boisson.
Elle  présente son produit lors de nombreux festivals internationaux tels que le Terra Mère Salone du Goût en Italie aussi bien que montre de la gastronomie mexicaine. En mai 2016, s'a présenté en «Tlaxcala et sa Culture», du Secrétariat de Tourisme[Quoi ?] (SECTUR) dans la Ville du Mexique, devant le Gouverneur de Tlaxcala, Mariano González Zarur, et le secrétaire de Tourisme, Enrique de la Madrid Agneau.
En 2015 il est accouru au «Troisième Forum Mondial de Gastronomie Mexicaine» dans le Centre National des Arts. Par cause d'un Chômage cardiorrespiratorio est mort le 11 mai 2017 dans un hôpital de Zacatelco aux 64 ans.
Elle a été présidente de "l'Association des Femmes Productrices de Boisson au Cacao», ainsi que la responsable du salon de la boisson au cacao dans le festival gastronomique Slow Food de Turin en 2016. Elle est une des promotrices de la reconnaissance de la boisson comme Patrimoine Culturel Immateriel de Tlaxcala,.